# Club Voleibol Ciutadella 2015-2016
Questa voce raccoglie le informazioni riguardanti il Club Voleibol Ciutadella nelle competizioni ufficiali della stagione 2015-2016.

## Organigramma societario
Area direttiva
- Presidente: Andreu Hernández
- Vicepresidente: Ignasi Fernández

Area organizzativa
- Tesoriere: Lourdes Llorens

Area tecnica
- Allenatore: José Lloréns
- Allenatore in seconda: Gabriel Gelabert
- Assistente allenatore: Xavier Cardona

Area sanitaria
- Fisioterapista: Nuria Pérez

## Rosa
| N° | Nome                  | Ruolo | Data di nascita   | Nazionalità sportiva |
| -- | --------------------- | ----- | ----------------- | -------------------- |
| 2  | Dalliane Dias         | C     | 31 gennaio 1993   | Brasile              |
| 3  | María Assumpta Jofre  | L     | 27 febbraio 1987  | Spagna               |
| 4  | Raquel Brun           | S     | 14 settembre 1993 | Spagna               |
| 5  | Irene Cano            | C     | 23 aprile 1985    | Spagna               |
| 6  | Aida Riudavets        | S     | 20 settembre 1999 | Spagna               |
| 7  | Rachel Cline          | C     | 15 maggio 1992    | Stati Uniti          |
| 8  | Marina Faner          | S     | 10 giugno 1999    | Spagna               |
| 9  | María Elisa Gener     | L     | 20 giugno 1985    | Spagna               |
| 11 | Sara Esteban          | S     | 11 febbraio 1997  | Spagna               |
| 12 | Rosalía Alonso-Mañero | C     | 17 luglio 1989    | Spagna               |
| 13 | María Larrakoetxea    | C     | 13 febbraio 1992  | Spagna               |
| 14 | Valentina Stentapaz   | C     | 5 luglio 1998     | Spagna               |
| 15 | Beatriz Vázquez       | S/O   | 30 novembre 1985  | Spagna               |
| 16 | Helena Bravo          | S/O   | 17 giugno 1996    | Spagna               |